# Coppa Italia 2001-2002 (calcio a 5)
La Coppa Italia 2001-2002 è stata la diciassettesima edizione della manifestazione riservata alle società di Serie A. La manifestazione è stata vinta dalla società ospitante, grazie ad Andrea Bearzi che ha deciso la finale con un gol al terzo minuto del primo tempo supplementare (vigeva la regola del golden gol).

## Turni preliminari

### Ottavi di finale
Torino - Furpile Prato 2-4 0-7

Bergamo - Spanesi Padova 4-9 2-6

Sasol Augusta - Cadi Reggio Cal.  3-1 4-4

Ecoquattro Bellona - Alimenti S. Cagliari 3-3 2-8

Lazio - BNL Roma 2-5 1-4

IFC Ciampino - Roma Lamaro 2-5 3-2

Reti Sviluppo Stabia - Genzano 4-3 2-1

Ecosaves Dayco Chieti - FAS Pescara 1-4 6-4

### Quarti di finale

#### Andata
| Arbitri: | Carlo Cappucci (Roma 1) Marco Aligeri (Aprilia) |

|                                  |           |                                         |
| Foglia 4’, 12’ (rig.) Éverton 8’ | Marcatori | 20’ Bolognese 22’ De Noronha 35’ Tirado |

| Arbitri: | Raffaele Sorgente (Campobasso) Giovanni Di Cristofano (Avezzano) |

|                                                        |           |                                               |
| Previdelli 0'38'’, 15’, 19’ De Bella 27’ Antonazzi 28’ | Marcatori | 26’, 31’ Romanini 31'30'’ Rubei 34’ Giustozzi |

| Arbitri: | Francesco Carrieri (Milano) Lorenzo Mario Brambilla (Milano) |

| |           |           |
| Busato 5’, 6’ Ranieri 8’ Ribeiro 10’ (aut.) Chilavert 13’, 23’, 35’ A. Vicentini 15’, 23'30'’, 39’ Di Giosio 26’ Quattrini 38’ | Marcatori | 36’ Peron |

| Arbitri: | Alessandro Capomassi (Roma 1) Giuseppe Mannatrizio (Aprilia) |

|                                   |           |                        |
| Palusci 10’ Paulinho 16’ Rosa 32’ | Marcatori | 6’ Sánchez 37’ Granata |

#### Ritorno
| Arbitri: | Carlo Di Marco (Pescara) Guido Alfonsi (L'Aquila) |

|                             |           |                                      |
| Di Mare 8’ (aut.) Valli 17’ | Marcatori | 18’, 30’ Foglia 33’ Volpi 39’ Mendes |

| Arbitri: | Ercole Vescio (Catanzaro) Marco Pacenza (Rossano) |

|                                                                             |           |                                        |
| Giustozzi 8’ M. Grana 26’ Violanti 29’ Rubei 35’, 36’, 39’ F. Grana 39'43'’ | Marcatori | 9’ De Bella 30’ M. Angelini 34’ Júnior |

| Arbitri: | Roberto Monti (Forlì) Andrea Smacchi (Gubbio) |

|                                 |           |                                                        |
| Stecchini 16’ D'Angelo 19’, 28’ | Marcatori | 16'48'’, 25’ Cristoforetti 24’ Vicentini 34’ Di Giosio |

| Arbitri: | Mario Pulvirenti (Palermo) Antonino Ignazzitto (Palermo) |

|                                                                        |           |  |
| Suarato 7’ Rodrigo Bertoni 14’, 17’ Giglio 15’ (aut.) Granata 18’, 30’ | Marcatori |  |

## Fase finale
La fase finale, articolata come final four, è stata organizzata dalla società Prato Calcio a 5 e si è svolta l'8 e il 9 aprile 2002 presso il palazzetto dello sport sito in località Maliseti. Gli accoppiamenti delle semifinali sono stati determinati tramite sorteggio.

### Tabellone
|  | Semifinali | Semifinali | Semifinali |          |       | Finale | Finale | Finale |  |
|  |            |            |            |          |       |        |        |        |  |
|  | Prato      | Prato      | 6          |          |       |        |        |        |  |
|  | Prato      | Prato      | 6          |          |       |        |        |        |  |
|  | Augusta    | Augusta    | 3          |          |       |        |        |        |  |
|  | Augusta    | Augusta    | 3          |          | Prato | Prato  | 3      |        |  |
|  |            |            |            |          | Prato | Prato  | 3      |        |  |
|  |            |            | BNL Roma   | BNL Roma | 2(gg) |        |        |        |  |
|  | BNL Roma   | BNL Roma   | BNL Roma   | BNL Roma | 2(gg) | 6      |        |        |  |
|  | BNL Roma   | BNL Roma   |            |          |       |        |        |        |  |
|  | Stabia     | Stabia     | 2          |          |       |        |        |        |  |

### Risultati

#### Semifinali
| Arbitri: | Augusto Balestra (Forlì) Gian Paolo Travini (Cesena) |

|                                                                    |           |                           |
| Plini 8’ González 24’ F. Grana 33’ (t.l.) Caleca 34'23'’, 37’, 38’ | Marcatori | 4’ E. Bertoni 34’ Suarato |

| Arbitri: | Giuseppe Buluggiu (Cagliari) Catello Abagnale (Ciampino) |

|                                                 |           |                                                  |
| Quattrini 3’, 36’ Bearzi 13’, 23’, 32'14'’, 39’ | Marcatori | 11’ Foglia 24’ Tilico 32'08’ (aut.) A. Vicentini |

#### Finale
| Arbitri: | Carlo Di Marco (Pescara) Rosino Tatti (Avezzano) Andrea Smacchi (Gubbio) |
| Crono:   | Ilaria Bordoni (Terni)                                                   |

| |            | |
| Cristoforetti 13’ Bearzi 35’, 43’ | Marcatori  | 11’ F. Grana 27’ Giustozzi |
| · Alessandro Sferrella · Carlos Chilavert · Massimo Quattrini · André Vicentini · Andrea Bearzi · Vincenzo Di Lauro · Pablo Ranieri · Cristian Busato · Franco Bernardi · Giuliano Di Giosio · Andrea Cristoforetti · Nicola Giannattasio | Formazioni | · Alessandro Vettori · Fernando Grana · Gabriele Caleca · Gianni Violanti · Márcio Grana · Gianluca Plini · Marco Pignotta · Júlio Romanini · Diego Giustozzi · Andrea Rubei · Esteban González · Alessandro Mari |
| Jesús Velasco | Allenatori | Andrea Famà |